# Hošťálková

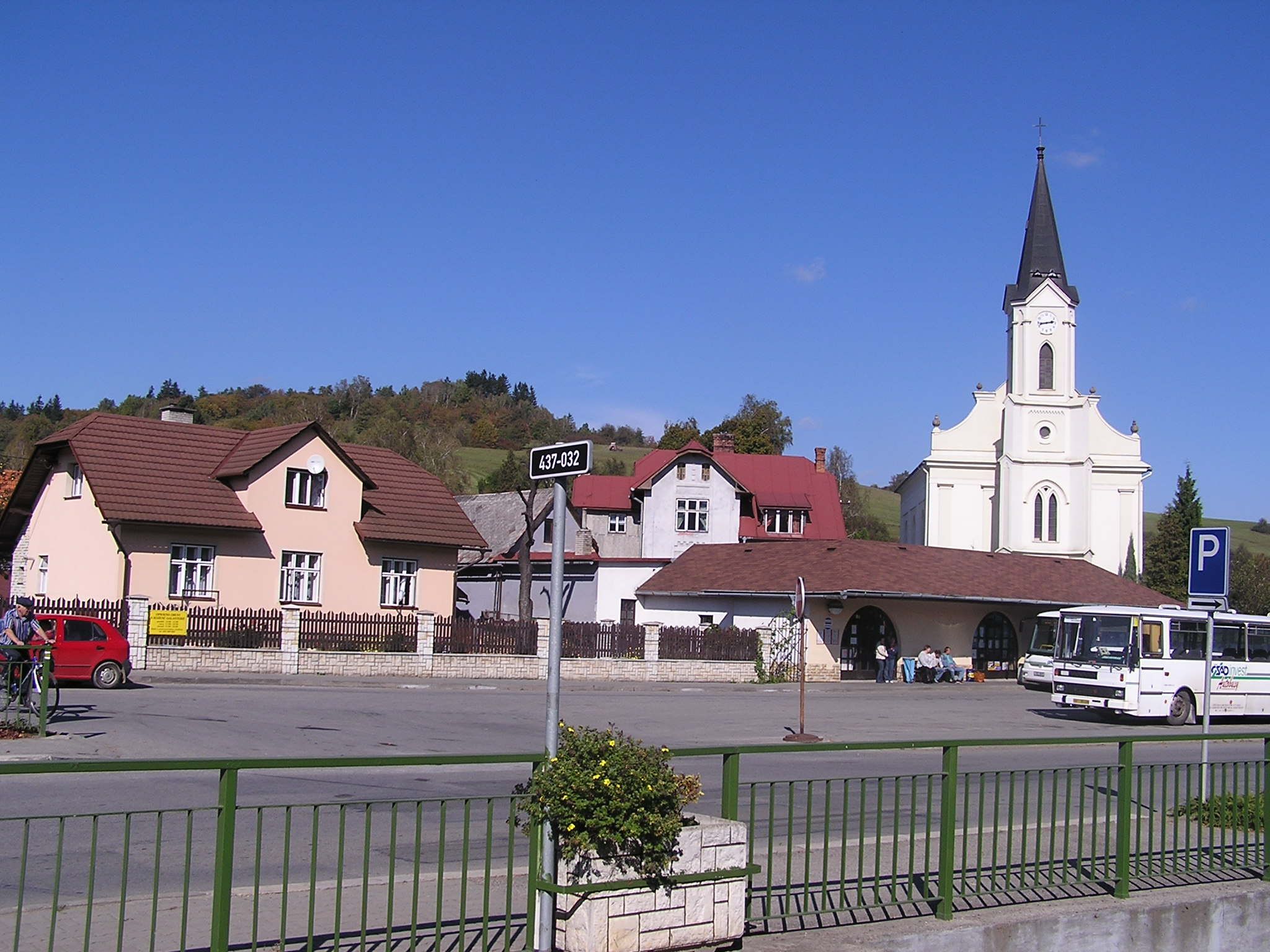
Dorfplatz mit evangelischer Kirche

Hošťálková (deutsch Hostialkau, früher Hostialkow) ist eine Gemeinde in der Mährischen Walachei in Tschechien. Sie liegt zehn Kilometer westlich von Vsetín und gehört zum Bezirk Vsetín.

## Geographie
Hošťálková befindet sich im Osten der Hosteiner Berge. Das Dorf erstreckt sich im Tal des Baches Horňanka, in den im Ortszentrum die Hajnušovka und Štěpková einmünden; unterhalb dieses Zusammenflusses wird der Bach als Ratibořka bezeichnet. Nördlich erheben sich die Končiny (637 m) und Dubcová (575 m), im Osten die Kyčera (588 m), südöstlich der Ratibořský Grúň (678 m) und die Drastihlava (695 m), im Süden die Fojtova hora (582 m), Vysoký Grúň (658 m), Humenec (703 m) und Tisový (652 m), südwestlich die Křemeničná (600 m), Horní Lázek (566 m) und Grúň (557 m), im Westen die Hrubá jedle (644 m) und Kyčera (757 m) sowie nordwestlich die Maruška (664 m), Bludný (659 m), Čerňava (844 m) und Sochová (741 m). In den Bergen westlich des Dorfes entspringen die Dřevnice und die Juhyně.
Nachbarorte sind Niva, Hajnušov, U Malých, V Hájkoch, Dolňansko, Končiny, Poborov, und U Valů im Norden, Kateřinice, Kosiska und Ratiboř im Nordosten, U Zahumenů, Kobelný, Hološín und U Vaculíků im Osten, U Dorniců, Pod Vrchem, U Šťastných und Závrší im Südosten, U Pavlíků, U Bzdinů, U Mahďáků und Kuželek im Süden, U Filipů, U Malinů, U Gavendů, U Vrbů und Podkopná Lhota im Südwesten, Salajka und U Galetů im Westen sowie Páleníkovy Paseky, Damašek, U Březovských und U Řepků im Nordwesten.

## Geschichte
Das Dorf entstand wahrscheinlich im 14. Jahrhundert im Zuge der bäuerlichen Kolonisation der Hosteiner Berge. Es wird angenommen, dass das Dorf ursprünglich Hošťálkova Lhota hieß und sich sein Name von Gottschalk herleitet. Die erste urkundliche Erwähnung des zur Herrschaft Vsetín gehörigen Dorfes Hossczalkowa erfolgte 1505 in der Olmützer Landtafel bei der Beurkundung des zwei Jahre zuvor erfolgten Verkaufs der Herrschaft Vsetín durch Peter von St. Georgen und Bösing an die fünf Brüder aus der Boleradicer Linie der Herren von Kunstadt. Ab dem 16. Jahrhundert wuchs die Ansiedlung stark an; durch Rodungskolonisation (pasekářská kolonizace) entstanden nach Westen hin in den herrschaftlichen Wäldern im Tal der Horňanka eine Vielzahl von Paseken (Einzelschläge), die sich schließlich über die Seitentäler bis in die Berge ausweiteten. In der Umgebung der Paseken erfolgte bis ins 18. Jahrhundert eine sukzessive Rodung des Waldes, um Acker- und Weideland zu gewinnen. 1548 erwarben die Nekeš von Landek die Herrschaft. Zwischen 1567 und 1579 verwaltete Zdeněk Kavka Říčanský auf Brumov als Vormund des minderjährigen Jan Nekeš von Landek die Güter. Zu dieser Zeit waren die meisten der Bewohner protestantisch geworden. Die Grundbücher wurden 1609 angelegt. 1613 überschrieb die verwitwete Lukrecia Nekešová von Landek die Herrschaft ihrem zweiten Ehemann Albrecht von Waldstein. Dieser berief die Jesuiten zur Rekatholisierung seiner Untertanen nach Vsetín. Waldstein trat nach dem Tode seiner Frau wieder in militärische Dienste und übertrug die Verwaltung seiner Herrschaften Václav Štáblovský von Kovalovice, dem er 20. August 1618 das Städtchen Pržno und die Mühle an der Mikulůvka für außerordentliche Dienste schenkte. Nach dem Ausbruch des Dreißigjährigen Krieges beteiligten sich die Bewohner von Hossczalkowa am Walachischen Aufstand. Nachfolgender Besitzer der Herrschaft wurde Zdenko Žampach von Potštejn. Im Jahre 1627 wurde der Ort als Hošťálkové bezeichnet. Am 14. Mai 1634 verkauften die Herren von Žampach die Herrschaft Vsetín an den Kardinal Péter Pázmány, der die Rekatholisierung mit Härte fortsetzte. Auch sein Erbe Nikolaus Pázmány de Panasz setzte diesen Kurs fort. Der Einfall der protestantischen Schweden in Mähren führte 1642 zu einer Ausweitung des Walachischen Aufstandes. Dieser wurde 1644 von den kaiserlichen Truppen blutig niedergeschlagen und die Anführer in Brünn hingerichtet. Am 3. Mai 1652 verkaufte Nikolaus Pázmány die Herrschaft für 96.000 Taler an Georg Illesházy auf Trenčín. Aus dem Jahre 1670 ist der Ortsname Hosstialkow überliefert. Wegen Überschuldung der Herrschaft Vsetín überließ Georg Illésházy Hosstialkow 1678 seinem Gläubiger Julius Karl Podstatský von Prusinowitz, der in Hosstialkow eine neue Herrschaft bildete und einen herrschaftlichen Hof anlegen ließ. Im Jahre 1707 verkauften die Podstatský von Prusinowitz die Herrschaft Hosstialkow mit dem Herrenhof, zwei Mühlen, einer Brauerei, einer Brennerei und der Schänke an die Herren von Waldorf. Zur Herrschaft gehörte weiterhin das Dorf Vrbětice. 1709 erwarben die Herren von Waldorf einen Anteil von 18 % der Herrschaft Brumov, den sie von Hosstialkow aus verwalteten.
Als weitere Namensformen sind aus dem Jahre 1718 Hostialkow und von 1720 Hostschalkowüberliefert. Das älteste Ortssiegel stammt von 1748. Die Dorfschule wurde 1769 durch Gottlieb Ignaz von Waldorf (Bohumil Ignác z Waldorfu) gegründet. Ab 1777 bildete Hostialkow ein Zentrum der evangelischen Bewegung in der Mährischen Walachei, die von Kaiser Josef II. die Gewährung von Religionsfreiheit forderte. Nach dem Erlass des Toleranzpatentes entstand 1781 ein evangelisches Bethaus und im Jahre darauf eine evangelische Hauptschule. Im 19. Jahrhundert erwarben die Chorynský von Ledska die Herrschaft. Die Landwirtschaft war wenig ertragreich, in einer Beschreibung der Herrschaft aus dem Jahre 1834 wurden die Böden mit Ausnahme der Tales als unfruchtbar bezeichnet. Aus diesem Grunde bildeten die Holzfällerei und Holzfuhrdienste zum Flößplatz an der Vsetínská Bečva bei Jablůnka eine wesentliche Erwerbsquelle für die Einwohner. Bis zur Mitte des 19. Jahrhunderts blieb Hostialkow eine eigenständige Herrschaft.  
Nach der Aufhebung der Patrimonialherrschaften bildete Hošťalkov /
Hoschtialkow ab 1850 eine Gemeinde in der Bezirkshauptmannschaft Meziříčí und dem Gerichtsbezirk Vsetín. Die katholische Schule wurde 1869 zur öffentlichen Volksschule. Im Jahre 1872 wurde die Gemeinde als Hošťálkov bzw.  Hostialkow bezeichnet. 1893 verwendete die Gemeinde die amtlichen Namen Hošťalkow, Hošťálková sowie Hošťálkov. In den Jahren 1897 bis 1898 entstand eine neue katholische Schule. 1906 lautete der Gemeindename Hostialkow bzw. Hošťálková. Im selben Jahre bildete sich die Freiwillige Feuerwehr. Seit 1910 gehört der Ort zum Bezirk Vsetín. 1918 erwarb die Mährische Agrar- und Industriebank in Brünn das Gut Hošťálková von der Familie Chorynský. Im Gebäude der ehemaligen Brauerei nahm ab 1921 mit der Bürgerschule eine weitere Schule den Unterricht auf. Die katholische Schule wurde 1924 in eine Privatschule umgewandelt und 1942 aufgelöst. Zwischen 1927 und 1930 erfolgte der Bau eines neuen Schulgebäudes für die Volksschule und die Bürgerschule, die 1953 zu einer achtklassigen Mittelschule vereinigt wurden. 1948 wurde in Hošťálková ein Kindergarten eingerichtet. Am Tesák und Troják bestehen Wintersportgebiete mit mehreren Skiliften.

## Gemeindegliederung
Für die Gemeinde Hošťálková sind keine Ortsteile ausgewiesen. Die Gemeinde besteht aus den Katastralbezirken Horňansko, Hošťálková und Paseky. Zu Hošťálková gehören die Ansiedlungen Damašek, Dvacatín, Hajnušov, Končiny, Kuželek, Lúčky, Maruška, Palovská, Pivovařiska, Polomka, Salajka, Štěpková, Šuterka, Troják, Tesák und Valovitá sowie die Fluren des erloschenen Dorfes Štrbková.

## Sehenswürdigkeiten
- Katholische Kirche der Kreuzerhöhung, errichtet 1798
- Evangelische Kirche, erbaut 1829–1831
- Schloss Hošťálková, errichtet 1842–1844 nach Plänen des Wiener Architekten Franz Schleps im Empirestil für Friedrich Chorynský von Ledska, das in der Ortsmitte gelegene Bauwerk ist von einem Park umgeben. Es befindet sich heute im Besitz der Gemeinde und wird u. a. als Gaststätte genutzt.
- Čertovy skály, Gruppe von vier Felsen südwestlich des Dorfes, Klettergebiet
- Gedenkstein für die Gefallenen des Zweiten Weltkrieges